# رود روموی
رود روموی (به لاتین: Rumoi River) یک رود و جویبار در ژاپن است که در Hokkaido Prefecture واقع شده‌است.